# Berverath
Berverath ist ein zu Erkelenz gehörendes Dorf im Kreis Heinsberg. Der Ort lag im Plangebiet des Tagebaus Garzweiler und wurde daher seit 2016 nach Berverath (neu) umgesiedelt. Durch die Entscheidung von RWE im Oktober 2022, nach 2030 keine Braunkohle mehr zur Stromerzeugung einzusetzen, bleibt er erhalten.
Berverath gehörte jahrhundertelang zur Gemeinde Keyenberg und besitzt daher auch heute noch enge Beziehungen zu diesem Ort. Berverath ist stark landwirtschaftlich geprägt. Da das Dorf abseits der überörtlichen Verkehrswege liegt, besitzt es eine ruhige Atmosphäre.

## Geografie
Berverath liegt in der Erkelenzer Börde in 80 m Höhe über NN auf der Hauptterrasse. Im Norden und Osten fällt das Gelände zur Niers hin ab.

### Lage
Folgende Dörfer liegen im Uhrzeigersinn um den Ort: Kuckum, Unterwestrich, Oberwestrich, Keyenberg, Lützerath, Holzweiler, Kückhoven, Wockerath, Terheeg und Kaulhausen.

### Geologie
Im Untergrund liegen tertiäre Braunkohleflöze.

### Siedlungsform
Berverath ist ein Straßendorf.

## Geschichte

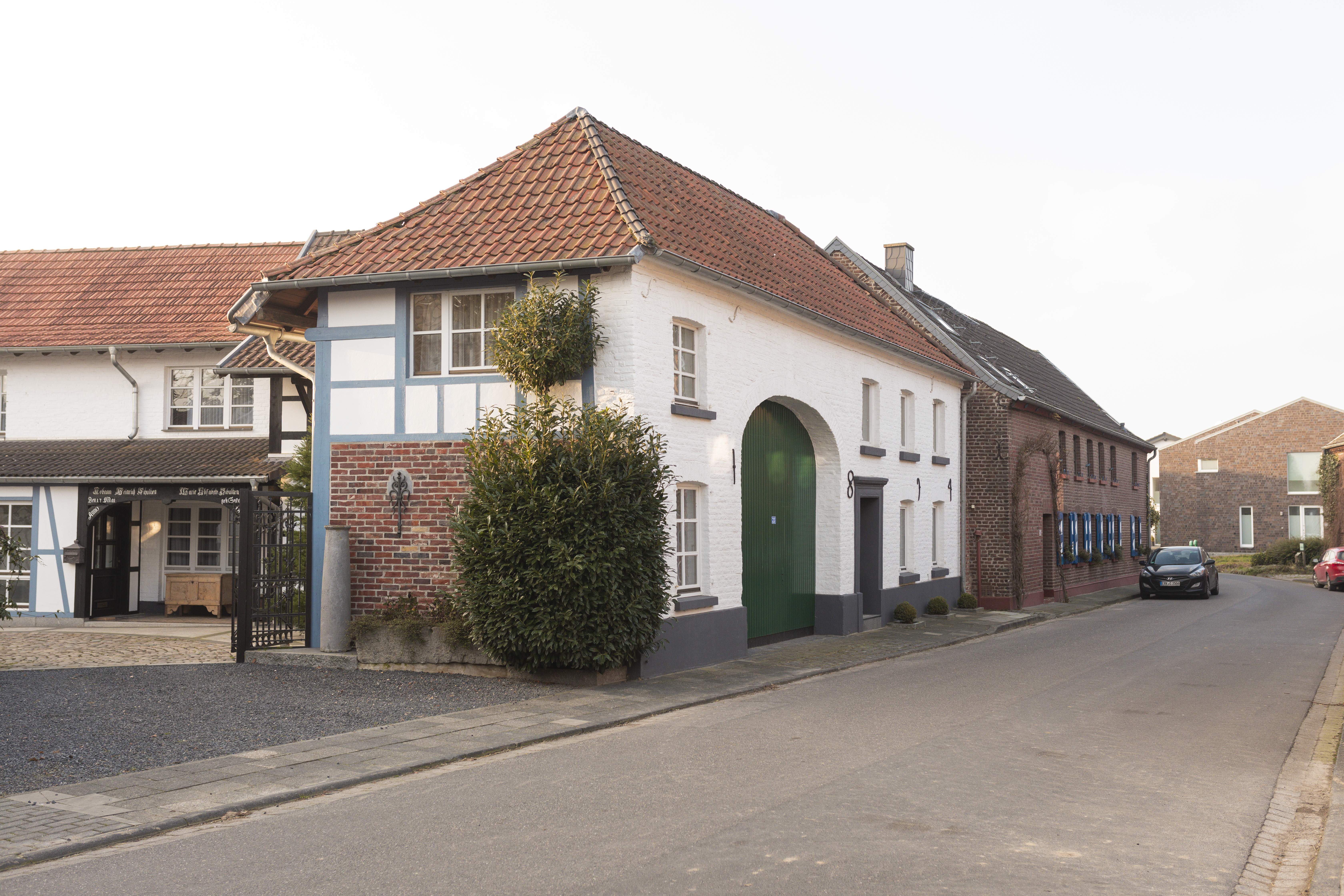
Unter Denkmalschutz stehender Fachwerkhof in Berverath

### Ortsgeschichte
Das Dorf wurde nach dem Hof Berveldroide benannt. Erstmalig 1377 erwähnt war diese burgartig befestigte Anlage mit Wall, Hecke und Graben der Stammsitz derer von Berverath. Im Dreißigjährigen Krieg wurde dieser Adelssitz zerstört und danach als unbefestigte Hofanlage wiederaufgebaut. Ob eine Vorburg existierte, ist nicht überliefert, jedoch zeigt die Tranchot-Müffling-Karte noch 1802 die Reste eines Grabens. Dieser Hof ist flächenmäßig etwa deckungsgleich mit den Hausnummern Berverath achtzehn und neunzehn und lag im Zentrum des Ortes, gegenüber der St.-Josef-Kapelle. 1827 wurde das ehemalige Hofgelände auf mehrere Eigentümer verteilt.
Im Dreißigjährigen Krieg wurde die Ortschaft zerstört, sodass hier 1650 nur noch drei Familien lebten.

### Kapitelshof
Im Jahr 1466 kaufte der Otzenrather Priester Heinrich Heister von den Edelherren von Fischenich am nördlichen Ortsende einen Hof, der seither dem Kölner Stift St. Maria im Kapitol gehörte und in der Kölner Marienkirche einen Altar und einen Vikar unterhalten sollte. Entweder wurde dieser Hof verpachtet oder der Vikar wohnte selbst hier. Im Truchsessischen Krieg brannten 1586 die Hofgebäude ab und wurden erst etwa hundert Jahre später, im Jahr 1682 neu errichtet. 1802 wurde der Hof im Rahmen der napoleonischen Besatzung eingezogen und zur Generierung von Einkommen der Ehrenlegion übergeben. 1815/1816 übernahm dann der preußische Staat das Gut. 1818 wurde es versteigert und befindet sich seither in Privatbesitz.

### Umsiedlung
Berverath liegt im ursprünglich geplanten Abbaugebiet des von RWE Power betriebenen Tagebau Garzweiler. Zusammen mit Keyenberg, Kuckum, Oberwestrich und Unterwestrich bildete Berverath die dritte Umsiedlungsphase im Plangebiet Garzweiler II. Die fünf Orte wurden seit 2016 gemeinsam an einen Standort nördlich von Erkelenz umgesiedelt. Der Umsiedlungsort für Berverath heißt Berverath (neu).
Die politische Entscheidung über die Weiterführung des Tagebaus Garzweiler wurde im März 2021 bis Ende 2026 ausgesetzt. Im Oktober 2022 gab RWE bekannt, die Vorkommen unter dem Ort nicht zu nutzen.
Durch Beschluss des Rates der Stadt Erkelenz vom 14. Mai 2025 wird der Ort ab dem 1. Juli 2026 von Berverath in Alt-Berverath umbenannt werden.

### Bevölkerungsentwicklung
Einwohnerzahlen der Ortschaft Berverath (Einwohnerzahlenentwicklung durch die Umsiedlung)
| Jahr | Ew. |
| ---- | --- |
| 2016 | 117 |
| 2017 | 110 |
| 2018 | 93  |
| 2019 | 86  |
| 2020 | 74  |
| 2021 | 57  |
| 2022 | 75  |

### Ortsname
1170 wurde ein Berrelderot in der Gründungsurkunde des Kollegiatstiftes Heinsberg erwähnt. Nahm man früher an, dass es sich hierbei um Berverath handelte, wird dies in der neueren Literatur angezweifelt.
Unzweideutig ist die Erwähnung aus dem Jahr 1377 als Berveldroide. Verschiedene Schreibweisen sind überliefert: 1386 Bervelderade, 1398 Bervelroide, 1536 Bervelrait und 1566 Berverath.
Berveld ist auf den altdeutschen Personennamen Beroald (Bärwald) zurückzuführen. Der Ort ist also eine Rodung des Bärwald und gehört zur Gruppe der Rodungsnamen.

## Religion

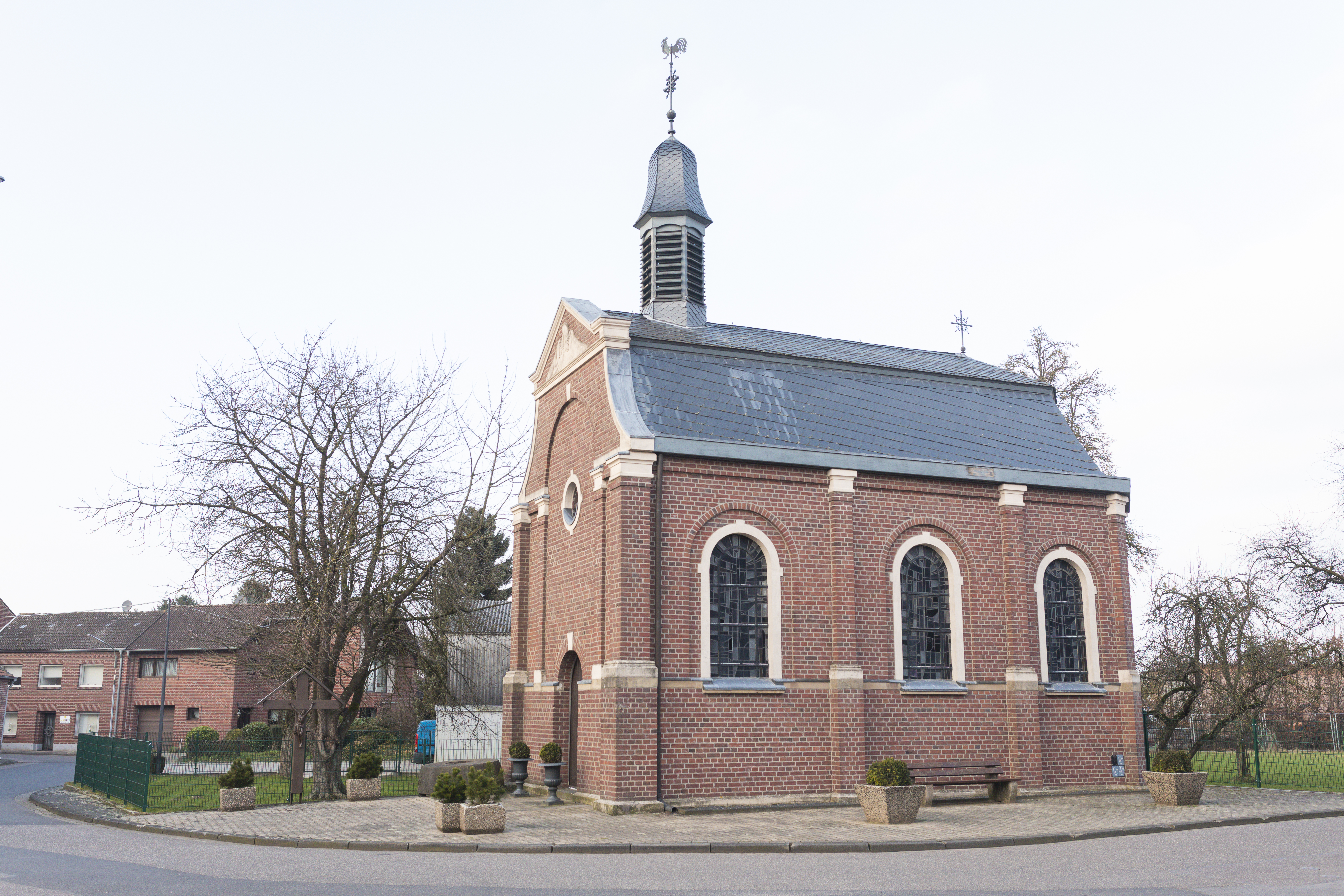
Kapelle

Die Bevölkerung ist mehrheitlich römisch-katholisch und gehört seit dem Mittelalter zur Pfarre Keyenberg. 1909 errichtete Joseph Jansen auf eigenem Grundstück eine Kapelle und schenkte sie der Pfarre. Die Kapelle ist dem Hl. Josef geweiht. Seit dem 18. Mai 1913 dürfen Heilige Messen abgehalten werden.
Die evangelischen Einwohner gehören zur Gemeinde Wickrathberg.

## Sehenswürdigkeiten
- Die neubarocke St.-Joseph-Kapelle mit einem geschnitzten Holzaltar.

- Alte vierflügelige Bauernhöfe mit Backsteinfronten

## Verkehr
Die AVV-Buslinie EK1 der WestVerkehr verbindet Berverath wochentags an Schultagen mit Erkelenz, Keyenberg und Holzweiler.
Zudem verkehrt der Multi-Bus seit dem 9. Juni 2024 kreisweit erweitert und zu einheitlichen Bedienzeiten. Mehr Informationen gibt es bei WestVerkehr.
| Linie | Verlauf |
| ----- | --- |
| EK1   | (Erkelenz ZOB →) Erkelenz Bf → Wockerath → Terheeg → Venrath → Kuckum → (Berverath →) Unterwestrich → Abzw. Oberwestrich → Keyenberg → Holzweiler → Kückhoven → Immerath (neu) → Bellinghoven → Erkelenz Bf (→ Erkelenz ZOB) |